# 亞納奧爾霍山 (哈普蓬塔山)
13°43′14″S 70°58′48″W / 13.72056°S 70.98000°W
亞納奧爾霍山（Yana Urqu），是秘魯的山峰，位於該國東南部庫斯科大區，由基斯皮坎奇省的馬爾卡帕塔區負責管轄，屬於韋爾卡努塔山脈的一部分，處於哈普蓬塔山東北面，海拔高度約4,800米。